# LaLa (tijdschrift)
LaLa is een maandelijks Japans shojo manga tijdschrift dat gepubliceerd wordt door Hakusensha. Het komt elke maand uit op de vierentwintigste dag. Het magazine geeft vaak gratis kalenders en drama CD's weg. In een enquête georganiseerd door Oricon in 2006 bleek LaLa het vijfde meest populaire mangatijfschrift onder Japanse vrouwelijke mangafans, samen met Shogakukan's Shōjo Comic en Kodansha's Weekly Shōnen Magazine

## Over
LaLa is Hakusensha's tweede shojomagazine. De reeksen die worden uitgegeven in LaLa worden later gebundeld als tankōbon onder het label 花とゆめコミックス (Hana to Yume Comics), welke ze delen met manga uit het Hana to Yume magazine. Fanboeken en illustraties worden gepubliceerd onder 花とゆめコミックススペシャル (Hana to Yume Comics Special).
97% van LaLa's lezers zijn vrouwen, 3% mannen. 4% van hen is jonger dan 13, 23,4% 13-17, 20% 18-20 en 13% 21-23. 29,7% is ouder dan 24.

### Geschiedenis
LaLa werd voor het eerst uitgegeven in juli 1976 als zustertijdschrift van Hana to Yume. Dit gebeurde onder de naam 花とゆめ LaLa (Hana to Yume LaLa). Het magazine werd tweemaandelijks gepubliceerd. De eerste uitgave bevatte illustraties van Ryoko Yamagishi's 花の精たち (Hana no Seitachi) en kostte 290 yen. De eerste hoofdredacteur was Nobumasa Konagai. Vandaag is dit Ikushu Ichikawa.
Vanaf september 1977 werd LaLa een maandelijkse uitgave. Later werd het een onafhankelijk magazine met een eigen zustertijdschrift: LaLa DX. Later volgden nog andere speciale uitgaven, zoals My LaLa en LaLa Special Wendy.